# Caenocrepis bothynoderi
Caenocrepis bothynoderi är en stekelart som beskrevs av Gromakov 1940. Caenocrepis bothynoderi ingår i släktet Caenocrepis och familjen puppglanssteklar.
Artens utbredningsområde är:
- Iran.
- Turkiet.
- Ukraina.

Inga underarter finns listade.